# Craiovská smlouva
Craiovská smlouva (bulharsky Крайовска спогодба, – Krajovska spogodba, rumunsky Tratatul de la Craiova) je smlouva mezi Bulharským královstvím a Rumunským královstvím, podle níž byla Bulharsku navrácena Jižní Dobrudža, kterou Rumunsko získalo v roce 1913 po druhé balkánské válce. Byla podepsána 7. září 1940 a ratifikována dne 13. září 1940. Podle ní muselo Bulharsko zaplatit kompenzaci za rumunské investice do regionu ve výši jedné miliardy lei.
Smlouva stanovila, že mezi Bulharskem a Rumunskem musí být provedena výměna obyvatelstva. V důsledku toho bylo přes 60 tisíc Bulharů žijících v rumunské severní Dobrudži přesunuto na jih a odtud bylo přes 100 tisíc Rumunů, Arumunů a Meglenorumunů nuceno se přestěhovat tam. Dobrudžští Němci, kterých se odsuny také dotkly, byli nakonec přesídleni do Německa.
Na rozdíl od všech ostatních územních smluv zprostředkovaných nacistický Německem nebyla Craiovská smlouva spojenci po druhé světové válce zrušena a jižní Dobrudža zůstala bulharská.

## Okolnosti

Územní ztráty Rumunska v roce 1940, včetně jižní Dobrudže

Druhá vídeňská arbitráž, kterou rozhodovalo nacistické Německo a fašistická Itálie, podepsaná 30. srpna 1940, přidělila území Severní Transylvánie od Rumunska Maďarsku. Na rozdíl od této arbitráže, která byla provedena v důsledku německého diplomatického tlaku, Německo do Craiovské smlouvy přímo nezasahovalo. Byla však odrazem přání Adolfa Hitlera, který se dne 31. července 1940 vyjádřil, aby jih Dobrudže byl vrácen Bulharsku a obnovila se bulharsko-rumunská hranice z roku 1912.
Rumunská vláda přijala Hitlerovu zprávu s překvapením a vyjádřila přání zachovat alespoň přístav Balčik  a město Silistra. Německý velvyslanec prohlásil, že tato rumunská oběť by učinila Hitlera vstřícnějším vůči Rumunsku při jednáních mezi Maďarskem a Rumunskem o sedmihradském sporu. Rumuni se pokusili udržet obě města, ale bulharská vláda odmítla, protože si byla vědoma německé podpory.
Po navázání předchozích kontaktů, v nichž se vyjasnily pozice obou stran, začala 19. srpna 1940 ve městě Craiova formální jednání. Jednání nebyla jednoduchá a teprve tváří v tvář hrozbě italsko-německé arbitráže během maďarsko-rumunských jednání dne 29. srpna, kterými se Rumunsko snažilo dosáhnout benevolence mocností Osy, oznámila rumunská delegace svou připravenost postoupit celou Jižní Dobrudžu. Rumuni se také pokoušeli zdržovat rozhovory a mezitím se snažili přesvědčit Němce, aby zachovali územní celistvost Rumunska.

## Podmínky

Etnické a náboženské složení jižní Dobrudže dle sčítání v roce 1930

Craiovská smlouva nakonec vykrystalizovala v návratu k hranicím z roku 1912. Jižní část Dobrudže, kterou Rumunsko dobylo během druhé balkánské války, byla vrácena Bulharsku a znamenala pro Rumunsko ztrátu území o rozloze 7 142 km² a obyvatel, z níchž etničtí Rumuni tvořili 25 %, případně 28,4 % (v závislosti na zdroji). Dohodu podepsali 7. září 1940 Alexandru Cretzianu a Henri-Georges Meitani, zastupující krále Michaela I. Rumunského, a Svetoslav Pomenov a Teochar Papazov, zastupující bulharského cara Borise III. Smlouva byla z rumunské strany ratifikována dne 13. září ministerským předsedou Ionem Antoneskem, nikoli však králem Michalem I.
Ztráta jižní Dobrudže nezpůsobila v Rumunsku pozdvižení, na rozdíl od postoupení severní Transylvánie Maďarsku v téměř souběžné druhé vídeňské arbitráže, protože severní Transylvánie byla v nacionalistickém ideálu důležitější, přičemž rumunské vlády postupně trvaly na jejím obnovení. Vzdání se Jižní Dobrudže bylo rumunskými politiky vykládáno jako „znetvoření země“ vynucené tlaky Osy a úřady v Bulharsku jako „náprava nespravedlnosti“.
Na naléhání Rumunska smlouva zahrnovala výměnu obyvatelstva. V důsledku toho bylo 62 278 Bulharů žijících v rumunské severní Dobrudži násilně přesunuto na jih a odtud bylo 103 711 Rumunů, Arumunů a Meglenorumunů nuceno se přestěhovat tam. Většina z těchto Rumunů byli osadníci, kteří emigrovali do jižní Dobrudže po Bukurešťské smlouvě, která přiřkla region Rumunsku. Arumunští osadníci, z nichž většina pocházela z Řecka, byli počítáni jako Rumuni a také oblast opustili. Stejně tak se postupovalo u meglenorumunských osadníků, kteří byli z jižní Dobrudže deportováni a usadili se v rumunské vesnici Cerna.
Bulharsko muselo vysídleným Rumunům kompenzovat jejich ztráty a zaplatit Rumunsku 1 000 milionů lei za investice do regionu. Ačkoli bilaterální smlouva zahrnovala nucené vysídlení stovek tisíc lidí, byla provedena pokojně a v souladu s tehdejšími mezinárodními zákony, což ostře kontrastovalo s ústupky Rumunska vůči Sovětskému svazu a Maďarsku v té době, protože obě tyto události byly provázeny značným násilím. Mimo to Rumunsko navrhovalo výměnu všech příslušníků příslušných etnických menšin žijících ve zbytku dvou zemí, což však Bulharsko odmítlo.
Nucené přesídlení se dotklo také dobrudžských Němců, z nichž většina žila v rumunské severní Dobrudži, ačkoli někteří z nich žili také v bulharské jižní části. Nakonec byli přesídleni do nacistického Německa prostřednictvím politiky Heim ins Reich („zpět domů do Říše“).